# ザビ家
- ガンダムシリーズ
  - 機動戦士ガンダム > 機動戦士ガンダムの登場人物 ジオン公国軍 (あ行-さ行) > ザビ家
  - 機動戦士ガンダム > 機動戦士ガンダムの登場人物 ジオン公国軍 (た行-わ行) > ザビ家
  - 機動戦士Ζガンダム > 機動戦士Ζガンダムの登場人物 > ザビ家
  - 機動戦士ガンダムΖΖ > 機動戦士ガンダムΖΖの登場人物 > ザビ家
  - 機動戦士ガンダムUC > ザビ家

ザビ家（ザビけ、Zabi Family）は、「ガンダムシリーズ」のうち、アニメ『機動戦士ガンダム』にはじまる宇宙世紀を舞台にした作品に登場する、架空の人物の一族。『ガンダム』劇中の主人公が属する地球連邦軍の敵対勢力である、ジオン公国の中枢を担う一族である。

## 設定の経緯
『機動戦士ガンダム』の企画初期段階「フリーダム・ファイター」においては、敵は「ジオン帝国」という異星人の全体主義国家という設定だった。その後、企画は「ガンボーイ」を経て「ガンボイ」へ改められ、ここで本作とほぼ同様に人工都市衛星の1つが「ジオン公国」を称するという形になる。「ザビ」という家名が出てくるのもこのあたりで、デギンに相当する「ギムロ・ソド・ザビ」や、ギレンに相当する「ガムロ・ザビ」といった名前が現れる。
企画が『機動戦士ガンダム』として確立するあたりでデギンとその子供たちの設定が出そろうが、この段階では「ミハル・ザビ」という17歳の末娘がいるとされている。ミハルの設定は、ガルマ葬儀の回のコンテをもって最終的に没となったが、実際の作中では同じファーストネームを持つミハル・ラトキエという少女が、ジオンのスパイという設定で登場している。
なお、シオニズムならぬジオニズムを信奉するザビ家の名は、イスラエルのモーシェ・ダヤン将軍の片腕レバハン・ゼビからの発想であろうと平岡正明は推測している。

## ザビ家直系の人物
通常は劇中に登場した以下の7人を指す。

### デギン・ソド・ザビ
Degwin Sodo Zabi
声：永井一郎（テレビ版）/ 藤本譲（劇場版I）/ 柴田秀勝（劇場版III、特別版） / 浦山迅（THE ORIGIN） / 松山鷹志（ガンダムさん）
ジオン公国公王。年齢は62歳で身長は170cm。ジオン・ズム・ダイクンの死後、ジオン共和国に公王制を敷くが、『機動戦士ガンダム』劇中の時点では実質的に隠居状態にある。政治的には穏健派の立場を取り、急進的なギレンと対立する。座乗艦はグワジン級戦艦グレート・デギン。
ギレン（長男）、キシリア（長女）、サスロ（次男）、ドズル（三男）、ガルマ（四男）の5人の子をもうける（テレビ版の初期設定ではミハルという次女もいた。妻はナルスだが、子の母親に関しては諸説ある）。
かつてはダイクンと盟友関係にあり、宇宙世紀0058年のジオン共和国宣言時には地球連邦軍駐留部隊の切り崩しに尽力したほか、連邦軍への対抗から共和国宣言時に成立したジオン国防隊を0062年にジオン共和国軍に昇格させ、軍事力の強化に努めた。デギンの軍事拡張路線はダイクンにとって認め難いことだったが、連邦へ対抗するために容認せざるを得なかった（一方、『機動戦士ガンダム THE ORIGIN』では、連邦政府との軍事衝突も辞さない強硬姿勢をとっていたのはダイクンの方であり、デギンは非戦派だったとされる）。
0067年に連邦政府のコロニー自治権整備法案が廃案となると両者の対立はより強くなるが、0068年にダイクンは急死する。これはデギンによる暗殺であったと、シャアを含めた複数のキャラクターが推測を述べるが、劇中では明らかにされることはなかった。しかし“推測”を物語る一例として、展覧会『富野由悠季の世界』におけるアニメ『機動戦士ガンダム』展示区画では「ザビ家が暗殺した」と解説されている。またアニメーション『ファーストガンダム』そのもの、として富野が著した小説『密会〜アムロとララァ』では、デギンがダイクンを殺害したことが明言されている（『THE ORIGIN』では、ザビ家暗殺説はジンバ・ラルが主張するのみでやはり明確な証拠はない。しかし、ザビ家側にあってマスコミを牛耳るサスロが、プロパガンダによってダイクンの不審死を連邦による暗殺に仕立て上げている）。ジオン共和国初代首相だった病床のダイクンにより次期首相に指名されて2代目首相となると、その後はダイクン派（旧ジオン派）を粛清して全権を掌握し、0069年8月15日には公国宣言を経てジオン公国初代公王に就任した。しかし、妻ナルスがガルマを出産した際に死亡したことにより精神的な支えを失い、さらには次男サスロも暗殺されたことから、徐々に憔悴していく。また、ダイクンを打倒して頂点に立ったことで功成り名を遂げた後の虚無感に襲われるようになり、全権を子供たちに譲り政治的に隠居した状態となる。政治の表舞台から身を引く一方、ギニアス・サハリン技術少将の提案したアプサラス計画を裁可して人員と予算を与えるなど、政治や軍事から完全に引退したわけではないとされる。
0079年1月3日、ジオン独立戦争（一年戦争）が始まるが、デギンにとってこの戦争の目的はあくまでジオン公国を地球連邦と対等な関係の、完全な独立国家としての主権を連邦に認めさせることにあった。ギレンは当初これを認めていたものの、後に完全に地球連邦を征服したうえでの、選ばれた優良種たるジオン国民による全人類の管理・運営を目的とするようになった。そのため、ギレンにとってデギンは次第に邪魔な存在になっていく。『THE ORIGIN』ではデギンは戦争による膨大な犠牲や連邦とジオンの国力差を懸念し、開戦前より強硬に戦争に反対している。またルウム戦役で座乗艦のグワジン（当時はグレート・デギンと呼ばれていない）を前面に突出させたギレンに対してキシリアが異論を挟んでおり、この頃からすでに隙あらばデギンを亡き者にしようという意図があったことを暗示している。なお『THE ORIGIN』アニメ版では座乗艦は当初からグレート・デギンと呼ばれ、その艦名は連邦軍にも知られている。
『THE ORIGIN』では、ルウム戦役で捕虜となったレビルと面会し、早期和平の提案を持ちかけている。そのレビルが帰還後に「ジオンに兵なし」の演説で戦争継続の声明を出したため、恩を仇で返されたことに激しく憤っている。その憤怒は演説の中継を映すモニタのリモコンを叩き壊し、さらに年を取ってからできた子で「軍人にすべきではなかった」とまで思っていたガルマに、「徹底的に連邦を叩け」と発言するほどだった。この救出作戦には、キシリアやマ・クベなどの継戦派も裏で手を回していたという説があり（事情を悟ったシャアが、レビルの脱出を見逃すこともあった）、ジオンが開戦時から一枚岩で動いていなかった事情が垣間見えている。
10月1日には、サイド3の9バンチコロニーで市民団体を中心におこなわれた戦没者慰霊祭に出席したとされる。冥福を祈るとともに「連邦軍に勝利するため、今しばらく力を貸してほしい」と国民に訴えている。
猛々しい性格のギレンやキシリア、ドズルを疎み、ガルマを溺愛しているが、戦争が予想外の長期にわたりガルマは地球で戦死してしまう。その一報を聞いた際、持っていた杖を使者の前で取り落とすほどの衝撃を受けたと言われる。デギンはガルマの密葬を望むが、ギレンは国葬としてプロパガンダに利用し、両者は対立を深めていく。これ以降、デギンはギレンの独裁を抑えるため、首相のダルシア・バハロに命じ、ひそかに連邦との講和を図る。
その後、ソロモン陥落に際してドズルまでも失うが、このときは「ドズルにしてもっともなことであるよ」と呟くのみだった（『THE ORIGIN』（漫画）ではギレンに対し、劣勢ながらよく戦ったドズルを援軍も出さず見捨てたと非難する）。ギレンによる軍事最優先主義が、ついには数百万人を超えるコロニー住民の強制疎開にまで過剰化し、コロニー国家にとって国土そのものである宇宙コロニーを超大口径レーザー兵器「ソーラ・レイ」に改造したこと、それを使用した強引なア・バオア・クー最終決戦を目論んだことなどで亡国の危機感を強め、ギレンを旧世紀の独裁者アドルフ・ヒットラーになぞらえて「ヒットラーの尻尾」と揶揄している。「ヒットラー」については「所詮、敗者」「世界を読み切れなかった男」との観点から発言している。
ア・バオア・クーでの決戦の直前に至り、自ら和平交渉を進めるために独断でグレート・デギンに乗り込み、レビルが率いる地球連邦軍の主力、第1連合艦隊との接触を図る。だがギレンは、グレート・デギンの存在を承知のうえでソーラ・レイをゲル・ドルバ照準に最終設定する。宇宙世紀0079年12月30日作戦時間21:05、指示通りゲル・ドルバ照準で発射されたソーラ・レイの直撃を受け、デギンはレビルと共に光の渦に呑み込まれて死亡する。
『THE ORIGIN』（漫画）では、ガルマに続いてドズルをも戦火で失って意気消沈したデギンが、少しは自分を慕っていると信ずるキシリアに和睦を望む心中を語る。だが、そのキシリアも実際はデギンの利用価値がなくなったと考えるのみであり、戦争の原動力たるギレンを断罪する言質を取ったのち、ギレンに和平交渉に赴いたグレート・デギンが向かう宙域を打電し、ギレンが父殺しを行なうお膳立てをする。すなわち権力を得るための生け贄として、残った家族全員に捨てられたというに等しい最期であった。
アニメーション版とは展開の異なる小説版『機動戦士ガンダム』では、ソーラ・レイの標的として狙われたのがキシリアとなっており、すでに傀儡と化していたデギンは和平交渉に向かうこともなく、無事に生き残っている。「トミノメモ」では、和平交渉の際にはホワイトベースに立ち寄って会談の後にセイラ・マスを指名し、ダイクンへの賛意が不変であることや、宇宙移民独裁と奴隷制度復活の罪などについて語り合うが、ギレンが放ったタブロー部隊により狙撃され、断末魔にシャアの名をつぶやいて死亡する。
ゲーム『ギレンの野望』では、ジオン編の全モード（ジオン公国、正統ジオン、新生ジオン、ネオ・ジオン、アクシズ）をクリアすると特別編として「デギンの憂鬱」というシナリオを体験できる。これはザビ家の内輪もめ、より封建国家という世界を強調した「お家騒動」のストーリーであり、キシリアの正統ジオン、ガルマ・ドズルの新生ジオンにジオン軍が分かれて三つ巴の戦いを繰り広げるという設定になっている（デギン自身は登場しない）。
原作アニメでは下膨れの顔立ちに半透明のサングラスを着用している。このサングラスは耳に掛けない鼻眼鏡である（設定画に「眼鏡はツルナシ・メガネ」と記載されている）。『THE ORIGIN』の漫画版では細面気味で鼻が大きく描かれるようになり、同アニメ版では鼻はそのままでえらの張ったくびれ顎となった。また、サングラスは完全な黒塗りとなって目と表情を覆い隠すようになった（ダイクンの死の頃は耳掛け眼鏡だが、途中で鼻眼鏡に替わっている）。なお、ガンダムエース誌の他作品に登場するデギンも、容姿は『THE ORIGIN』版に準じている。
漫画『MSV-R 虹霓のシン・マツナガ』では、9月にミネバの生誕祭に参加するためグレート・デギンでソロモンに入港。式典終了後、連邦軍の「アンタレス作戦」によりソロモンが襲撃されるが、敵の脅威が低いと判断しグレート・デギンは出港する。

### ギレン・ザビ
Gihren Zabi
声：田中崇（現：銀河万丈）（テレビ版、劇場版、特別版、THE ORIGIN） / 山寺宏一（GQuuuuuuX）
ジオン公国の総帥にして階級は大将。デギンの長男。年齢は35歳（『THE ORIGIN』では45歳）、身長190cmの長身。少年時代から政治活動に参加し、デギンの隠居後は、ジオン公国の実質的最高指導者（総帥）となる。宇宙世紀において彼の唱えた政治思想や世界観は巨大な影響力を持ち、次世代にまで波及していく。総帥となって以降、一年戦争末期のア・バオア・クーを除きサイド3のズム・シティを離れていないため、座乗艦は不明（グワジン級戦艦グワデンなどとする説あり）。
青年時代には父デギンと共に、ジオン・ダイクンの指導する革命運動に参加。『THE ORIGIN』では、ランバ・ラルやサスロらとともに自ら銃をとっている。小説版では当初はジオンの思想に傾倒し、それを支援するデギンを心の底から尊敬した、とある。デギンの隠退後はジオン公国の全権を掌握し、事実上の最高指導者として君臨する。IQ240の天才で非情かつ高慢な性格。冷静沈着とも映るが他者への愛憎意識に踊らされないだけで、采配を振る場にあっては「圧倒的じゃないか、我が軍は」と他をも顧みず悦に入るなど自己評価は甘い側面もある。宇宙世紀0071年にサイド3国民の優秀さを讃え、彼らが選ばれたエリートであるとする選民思想の色合いが強い著書『優性人類生存説』を発表。アースノイドやスペースノイドの大多数には非難されるが、連邦政府の政策に強い不満を持つサイド3国民からは熱狂的支持を受ける。雄弁家でもあり、アジテーターとしても持てる才能を遺憾なく発揮している。デギンの反対を押し切り、国民の戦意高揚のために末弟ガルマの国葬を利用したところにも、それが現われている。
彼の政治思想は、一種の理想主義、選民思想である。スペースノイドは選ばれた民であり、さらにその中の優良種がジオン国民であると主張し、国民を煽動している。ギレンは総帥という立場から主に政治に専念することが多く、軍事についてはドズルやキシリアに任せている。しかし、一年戦争開戦当初の電撃作戦や地球侵攻作戦、ア・バオア・クー攻防戦の発案者はギレンであり、ア・バオア・クーでは自ら指揮も執っている。一年戦争初期には、サイド3（ジオン公国）以外のスペースコロニーに対する毒ガス攻撃を行い、さらにそのコロニー自体を質量兵器として地上に落下させる「ブリティッシュ作戦」により、地球圏総人口の半数を死に追いやっている。このような大量虐殺作戦の背景には、地球環境の保全には選ばれた民による支配が必要であり、増えすぎた人口は調節されなければならないという思想がある。
デギンからは「ヒットラーの尻尾」と酷評され、その己を省みぬままの急進ぶりを危惧される（その際、小説版やテレビ版などでは軽く受け流しているが、『THE ORIGIN』（漫画）では顔が引きつり、書類を持つ手が震えるほどの激しい怒りを露わにしている）。またキシリアとは政治的に競合する立場にあり、反目しあう。もっとも、ギレンは自らの才能と政治思想に絶対の自信を持っており、キシリアなど歯牙にもかけずに彼女が裏であれこれ画策するのを半ば放置している。『THE ORIGIN』（漫画）では、父から「腹芸を身につけろ」と指摘されており、キシリアの策謀をそもそも感知できていない、という描写がなされている。
ニュータイプについては、スペースノイドが優良種たる根拠の一因には使えるとは踏んでいたようで、戦争をジオンの勝利に終わらせた後、自らが地球圏を管理・運営しながらゆっくり人類のニュータイプへの覚醒を待つつもりでいると語っている。しかし、その一方でニュータイプ部隊を方便とデギンに説明したり、キシリアからは「総帥がニュータイプの存在を信じてくれれば良かったのだ」と言われており、ニュータイプの存在そのものは軽視していることがうかがえる。ただ、小説版の描写によればギレンのニュータイプ観はダイクンの語ったものに近く、ニュータイプ部隊やキシリアの言うニュータイプを真のニュータイプとみなしていないとも考えられる。劇中では、政略・戦略の観点から「木星帰り」のニュータイプ、シャリア・ブルを戦線に投入している。
一年戦争末期に、ア・バオア・クーにおいて連邦軍との最終決戦を目論むが、デギンは独断でグレート・デギンに座乗して連邦軍との和平交渉に赴く。自らの戦略に従わない老いた父を完全に見限ったギレンは、グレート・デギンの進路こそレビル将軍率いる連邦軍の主力・第一艦隊の進攻コースと読む。そして和平交渉が始まる前に事を決しようと、予定を大幅に前倒ししてソーラ・レイを「ゲル・ドルバ照準」に最終設定し作戦時間21:05に発射を指令、レビル将軍もろとも父デギンまでも謀殺する。しかし、ゲル・ドルバ線上からグレート・デギンの識別信号が確認されたとの報告を受け、ギレンが父を殺したと知ったキシリアにより、宇宙世紀0079年12月31日、「父殺しの男」としてア・バオア・クー攻防戦の作戦指揮中に射殺される。この際もキシリアに無防備に背中を見せ、銃口を向けられても「冗談はよせ」と一笑に付すが、その余裕の姿勢が仇となる。ギレンの突然死によりア・バオア・クーの指揮系統が一時停止し、連邦軍に致命的な隙を与えてしまっており、これらの「お家騒動」はジオン敗戦の要因の一つとなっている。なお、発表された公報ではドロスで戦死したとされている。
『THE ORIGIN』（漫画）ではシャアの正体を突き止めた上で喉元に刃を突きつけ、ザビ家への復讐心を棄てさせる約束で配下に加えるとともに、ジオングを与える。だがその直後、テレビ版に準じた最期を遂げている。
家庭的には父デギンを軽蔑し、弟妹たちのことは歯牙にもかけていない。ただし弟妹たちに積極的に危害・策略を加えるような所はなく、あくまで兄としての愛情が欠如しているのみである。特に末弟のガルマに対しては父の希望を汲んで開戦後も可能な限り安全な場所（参謀本部など）に置こうと配慮しており（前線への配置は武功に逸る本人の意志と、キシリアの策略である）、『THE ORIGIN』ではガルマ自身は恋人イセリナに対し、「兄のギレン総帥も皆が思っているようなおそろしい人ではない」「いずれわかってくれるだろう」と語る程度には親愛感を抱いていた。ドズルに対してはギレンだけがソロモン攻防戦前から援軍を派遣しており、ドズルの死を聞いても冷淡なデギンに対して怒りの表情を見せる（『THE ORIGIN』（漫画）では、ギレンがドズルの死を「武張って短慮を起こしただけ」と冷徹に切り捨てている）。また『THE ORIGIN』（漫画）では、サスロ暗殺後に、全身に包帯を巻いた状態で来たドズルに対し、「もういいのか？」と心配する様子や、両の拳を打ち付けて傷口が開いて出血した際に驚くなどの、肉親への情が見られるシーンもある。
小説版でもドズルがザクで飛び出した噂を聞いて苦笑してたしなめるなど、ギレンがドズルを気にかけていたような描写も見受けられる。
小説版では最終決戦時に宇宙要塞ア・バオア・クーではなく、サイド3のズム・シティで作戦指揮を執っている。ア・バオア・クーを囮にして味方をも巻き込みつつ、マハルのソーラ・レイを放って政敵キシリアを亡き者にせんとするなど冷酷ぶりが目立つ。しかし、その意図はデギンやダルシアのスパイだったクラウレ・ハモンを通じてキシリアに漏れており、仕留めそこなってしまう。最期はそのままシャアやカイらニュータイプを引き連れたキシリアにズム・シティへ乗り込まれ、彼女の「ビーム・ライフル」で射殺される。また小説版では、広大な宇宙に浮かぶコロニーを見て、人類の未来そのものに思いを馳せるという一面が描かれた。
「トミノメモ」に描かれる本来の番組構成では、彼はグラナダ陥落後、キシリアの死後も生き続け、正面から連邦軍との戦いに臨んでいる。シャアの正体を知っても抹殺せず、使える限りは戦力と認める鷹揚さを見せ、積極的にニュータイプを前線に送り出している点などがテレビ本編とは異なる。
その死後も、ギレンの思想を熱烈に信奉する集団によって動乱は続いている。宇宙世紀0083年には、エギーユ・デラーズ率いるジオン軍残党勢力デラーズ・フリートが決起し、コンペイトウ（ソロモン）宙域で挙行された観艦式の核兵器による襲撃に続いて北米へのコロニー落とし（星の屑作戦）を決行する（『機動戦士ガンダム0083 STARDUST MEMORY』）。また、地球圏は選ばれた民により支配されなければならないとする考えは、後のティターンズ指導者ジャミトフ・ハイマンなどにも多大な影響を及ぼしている。
妻はいるが、ギレンが公の場に出すことを嫌っており、小説版では妻のことを「家政婦のような存在」「能力のない女」と見下している。小説版では秘書のセシリア・アイリーンと愛人関係にあり、またかつてはクラウレ・ハモンとも愛人関係にあったとされる。
趣味嗜好については、『THE ORIGIN』（漫画）の「シャア・セイラ編」にて自ら高所ばさみを手に庭園の手入れを行っているシーンや、刀剣（特に日本刀）を手に物思いにふけるシーンがある。OVA版では庭園の手入れに代わって囲碁を嗜むが、いずれも日本的な趣味に耽溺している。
『愛と戦いのロボット 完全保存版』で発表されたアンケート「みんなで選ぶロボットアニメーションベスト100」では、「一番極悪な悪役・敵役は？」で第1位、「一番美しい悪役・敵役は？」で第50位にランクインした。出番は序盤と終盤のみの従来の悪役キャラの域を出ず、当時のシャアに比べれば突出した人気はなかった。ゲーム『機動戦士ガンダム ギレンの野望』シリーズでは、その名をタイトルに冠されている。
監督の富野喜幸はアフレコの際に声優の田中崇（銀河万丈）へ「ヒトラーのように喋ってくれ」と注文を付けている。また、ギレンがガルマ国葬やア・バオア・クー防衛戦時の演説で、国民や将兵の士気を鼓舞するために叫んだ言葉「ジーク・ジオン（Sieg Zeon）」は、かつてヒトラー率いるナチスのスローガンだった「ジークハイル（Sieg Heil：ドイツ語で「勝利万歳」の意）」にちなんだものである。OVA『機動戦士ガンダム 第08MS小隊』、OVA『機動戦士ガンダム MS IGLOO』でも出演し、前述の演説が新規収録されている。
なお、主人公アムロとは直接の接点や対峙がまったくないまま終わるという、当時のロボットアニメにおいてきわめて珍しい敵役であった。ただし、「トミノメモ」に語られる52話想定の最終回にあっては、追い詰められてアムロの銃撃によって倒される結末が用意されてはいた。

#### ギレンの搭乗機
機動戦士ガンダム
- ドロス

SDガンダム GGENERATION GATHER BEAT2
- MAN-05-2 グロムリンII

### キシリア・ザビ
Kycilia Zabi
声：小山まみ（現：小山茉美）（テレビ版、劇場版、特別版） / 渡辺明乃（THE ORIGIN） / 広橋涼（ガンダムさん） / 名塚佳織（GQuuuuuuX）
ジオン公国軍突撃機動軍司令で階級は少将。デギンの長女。年齢は24歳（『THE ORIGIN』では35歳）、身長は173cm。
ギレンとは政治的に、ドズルとは軍事的に対立している。座乗艦はグワジン級戦艦グワジンあるいはグワリブ（『THE ORIGIN』では紫色のチベ級戦艦パープル・ウィドウ）。初期設定にあってはギレン以上の政治的手腕を持ち、サイド6の中立化政策も彼女の画策したものとされる。常に顔の下半分を覆うマスクを着けているが、その理由は戦場での肌荒れを防ぐためだとも、戦場の臭いを嫌悪しているからだとも言われている。
兄であるギレン同様、他者を政治的な力関係で見てしまいがちな人物であるが、ガルマの葬儀になかなか出ようとしない父デギンに労わりの言葉をかけており、ギレンが父を暗殺したことを知った際には怒りをあらわにしていることから、家族愛の意識は持っていたことが窺われる。もっとも、父を大切に思う娘の気持ちはしっかりと伝わっていたとは言いがたく、デギンはギレンに対する忠告を行なった際に「キシリアは何を考えているのか」と独白している。『THE ORIGIN』ではデギンを敬愛している姿が強調されるが、アニメ版のように心底からの愛慕ではなく、「いざというときはギレンを止めてくれ」と嘆願された折、兄ギレンの父殺しを確定させるため和平交渉に向かった父の座乗艦グレート・デギンの座標情報をリークしている。末弟のガルマに対しては、自分への忠誠心を持つようにある程度優しく接しながら利用していたようでもある。
『THE ORIGIN』では、ジオン黎明期から政争に明け暮れる冷酷非情な野心家で、ザビ家の関わったあらゆる陰謀の黒幕的存在として描かれており、テレビ版で垣間見せる熱さは持たない。次兄サスロの暗殺への関与疑惑、キャスバル暗殺のために無関係な乗客を巻き添えにした宇宙船の爆破、ミノフスキー博士の亡命を連邦軍への示威行動に利用、内通者や反対政治家の暗殺など容赦がない。キシリア機関と称される独自の諜報機関を指揮し、ジオン軍内部の綱紀粛正を行っており将兵から恐れられている。また、女を捨てたと評されるアニメ版に対して、奔放な男性関係をうかがわせる描写がされ、自らも変装し工作活動に従事する。その一方で地球至上主義者のマ・クベ（本作では中将）を抜擢。戦争継続のために南極条約調印交渉の全権を与えるのみならず、和平交渉決裂後に行われた地球降下作戦の指揮権を与えている。また彼への信任の証として自らの本心を語り、末弟ガルマ・ザビの身柄を預けている。なお、「シャア・セイラ編」の頃は髪が短く両側に跳ね上がっているなど容姿が若干異なり、マスクも付けず堂々と行動し、「ルウム編」からテレビ版のスタイル（手袋が黒になるなど若干の変更あり）になっている。
若くして政治的な野心を持ち、長兄ギレンに対抗するため軍事力や政治ルートなどを独力で確立せんと試みるが、自身よりも年上で、すでに政治に身を投じていたギレンに対し、正攻法では困難と気づいていた。そのためか、モビルスーツやニュータイプなど新しいものに目をつける傾向が見られる。大佐時代の宇宙世紀0078年10月にはモビルスーツ中心の軍備増強を主張して、宇宙艦隊を重視していた三男ドズルと激しく対立し、両者とも自説が容れられなければ軍籍を離脱するとまで発言している。その結果、ギレンの調停により、ジオン公国軍はドズルの指揮する宇宙攻撃軍とキシリアの指揮する教導機動大隊をベースとした突撃機動軍に分割されることとなる。なお、一年戦争中にも戦略海洋諜報部隊の本拠となるキャリフォルニアベースの取り扱いについてドズルと対立しており、ドロス級大型輸送空母ドロワ（ただし未完成）を譲ることで彼の譲歩を得ている。
長兄ギレンと政治的に反目する過程で、自己の政治勢力を拡大することに腐心していく。月の裏側にあるグラナダ基地を根拠地とし、末弟ガルマ麾下の北米方面軍によって北米大陸を押さえる一方、そのガルマの死に憤るドズルに左遷されたシャアを登用してマッドアングラー隊（大西洋潜水艦隊）を預けたり、腹心マ・クベ大佐を地球に派遣して中央アジア（オデッサ）を中心に鉱物資源を採掘させるなどしている。テレビ版18話ではマ・クベと共にアッザムに搭乗して自らガンダムと対戦。直接戦火にさらされる立場になっても冷静さを崩さず、胆力を示した。この時に、ガンダムの性能を目の当たりにしたことでドムなどの新型モビルスーツ配備を急ぐようになる。ニュータイプに対しても一定の理解があり、フラナガン機関を創設している。また、連邦軍によるソロモン攻略戦の際、ドズルは援軍要請をおこなわなかったもののマ・クベに率いさせた艦隊をグラナダからソロモン救出に向かわせている。『THE ORIGIN』（漫画）では一個軍団を擁する空母ドロスに自ら搭乗して援軍に向かうが、連邦軍やギレンの動きを巡る政治的駆け引きによりシャアの讒言に乗り、援軍を送ることを中止する。
シャアとは、「幼い頃に遊んでやった」間柄でもあり、後にその正体を見破るが、彼の目的がザビ家打倒からジオニズム実現へと移行しているとの言質を取った上で、逆に自分の懐刀として使うことを伝えている。キシリアが「シャア＝キャスバル」であることを悟った際の心理は小説版で詳細に描写されており、劇場版もこれに準じている。幼いキャスバルの聡明さを愛していたせいか、その正体を知りながらもシャアに対する信頼は篤く、政治的計算の他にも期待するところが大きかったようである。『THE ORIGIN』では、11歳にしてダイクンの後継者として毅然とした態度を見せたキャスバルに少なからず恐れを抱き、後に成長した彼のジオン入国を察知して暗殺命令を出した際には、「無名で朽ち果てるつもりなら生かしておいたものを」と独白したことからそれを伺わせている。漫画版ではガルマの戦死後、軍籍を剥奪されたシャアを捕縛し尋問するが、シャアの持ちかけた取引に応じて以後は部下とする。後にシャアの正体を知った際に、ガルマを殺した男と手を結ぶ事に対して自己嫌悪の感情を示しており、悪役ぶりが強調された『THE ORIGIN』の中で、唯一、人間味が増した描写となっている。
宇宙世紀0079年12月31日、長兄ギレンが父デギンを謀殺したことを知り、これを機にア・バオア・クー攻防戦の最中に司令部でギレンを射殺。兄に代わって総司令となるが、皮肉にもそれまで優勢だった戦況がこの暗殺による指揮系統の混乱をきっかけに暗転。キシリア自身も「Sフィールドにモビルスーツ隊を」との指示の直後に、要塞被弾の衝撃が指令室にも及ぶと動揺したのか「Nフィールドにモビルスーツ隊を集中させい」と朝令暮改的な指示を出すなど戦術指揮能力の低さを露呈。さらに連邦軍の猛攻によるドロス、ドロワを始めとする基幹部隊の壊滅やデラーズ艦隊の戦線離脱等々による防衛線の崩壊によってジオン軍の敗色が濃厚となる。『THE ORIGIN』（漫画）では、前述の様にデギン謀殺も彼女が裏で仕組んだ物であり、その上で最初からギレン抹殺の目的をもって援軍とともにア・バオア・クー宙域に赴き、ドロスの圧倒的な火力で連邦艦隊に致命的打撃を与えたところで、司令塔に向かい予定通りの凶行を行う。この時点では軍事的優位に立つが、アルテイシア・ソム・ダイクンを担ぎ上げた予想外の叛乱部隊の蜂起によってキシリアのシナリオは狂わされる。
戦局が絶望的となった時点で、司令部のトワニング大佐（准将、少将説もあり）に事後処理を任せ、ザンジバル級機動巡洋艦で脱出を図るが、発進寸前にシャアがブリッジに向けて放ったバズーカ砲の直撃によって首を飛ばされ即死、死体もバズーカの着弾で四散した。最期の瞬間、自分に砲口を向けるシャアを確認したときの表情は驚愕に充ちたものだった。これはこのとき、キシリアはシャアが搭乗していたMSジオングからの識別信号が途絶した報告を受けており、彼を戦死したものとみなしていたためである。乗艦していたザンジバルもその直後に連邦軍艦の集中砲撃を受けて轟沈し、公式記録ではこれによる戦死とされている。
『THE ORIGIN』（漫画）ではギレン抹殺後もア・バオア・クーでのジオン軍の優勢は揺るがなかったが、アルテイシア一派とそれに合流したギレン派を一気に排除すべく、要塞司令室に爆弾を仕掛けた上で総撤退を決定。これは連邦の宇宙戦力がほぼ損耗しているため、本国とグラナダ戦力を有するジオンが今後の戦局でも優勢を握れると判断しているためである（この際に旧ギレン派の将校が要塞堅守を主張したが容赦なく粛清している）。チベ級重巡洋艦パープルウィドウに搭乗してドロスへ移ろうとしたが、本編同様にシャアが放ったバズーカ砲で頭部を吹き飛ばされ、死亡。本作ではモニター越しで大破したジオングをキシリアが直に確認していたため、テレビ版以上にシャアの戦死を確信していたようである。結果、制御を失ったパープルウィドウはドロスの格納庫に突っ込んで爆発し、大損傷を受けたドロスはそのままア・バオア・クー要塞上部の司令塔を押しつぶしながら崩壊。要塞内部の広範囲が炎上してしまう。更にキシリアに降ったギレン派の要塞司令部首脳も同乗していたため、戦争指導者と現場指揮官を一気に失ったジオンは目前の勝利から一転して敗戦するという結末を迎える。
小説版では、ソロモンではなくグラナダが連邦軍の進攻ルートとして狙われ、キシリアの采配のまずさもあってあっさりとグラナダを奪われ、ア・バオア・クーに合流。その後の防衛戦ではランバ・ラルとハモンから受けた警告に従ってア・バオア・クーの宙域をただちに離脱したことにより、ギレンが連邦軍とキシリアを同時に屠ろうとしたソーラ・レイの直撃を辛くも逃れている。その後、シャアやカイ・シデンらペガサスのクルーと共にズム・シティへ乗り込み、追い詰めたギレンをシャア専用リック・ドムの掌上から「ビーム・ライフル」で射殺。しかし、その直後にシャアが文字通りリック・ドムの「掌を返し」たため、地上に墜落死するという最期を遂げている。なお、小説版ではキシリア自身にもニュータイプの素養があったとされている。昔、幼いころのキャスバルとアルテイシアを見て「自分も金髪碧眼の男性と結婚し、こういう子供を授かってみたい」と感じていたという心境も描写されている。
「トミノメモ」によれば、ギレンを排除する暇もなくグラナダで連邦軍と交戦し、自らも宇宙用アッザムでシャアとともに前線に出るものの敗北し、シャアに刺殺されて生涯を閉じる。テレビ版と同じくシャアの正体を見抜いていたため、無抵抗のまま彼に討たれる。
OVA『MSイグルー2 重力戦線』では、声のみながら登場。第1・2話の冒頭で、地球降下作戦時のキシリアの演説が流れている。
『モビルスーツバリエーション』では、一年戦争末期にジオン軍のエースを集めて編成した部隊「キマイラ隊」を設立。ゲーム『めぐりあい宇宙』内の「ジョニー・ライデン編」にて、その様子が映像化された。ゲーム『GUNDAM TACTICS MOBILITY FLEET0079』では、後に同隊の旗艦となるザンジバル級機動巡洋艦キマイラに座乗し、ライデンなどに護衛されながら地球降下する様子が描かれている。また、漫画『ガンダムパイロット列伝 蒼穹の勇者達』では、ライデンが少女時代のキシリアに助けてもらったことがあり、ジオン軍パイロットに志願するきっかけになった憧れの女性としている。こうしたストーリーの性格上、キシリアの容貌は従来のきつい年増風の顔ではなく、マスクをした美女のように描かれた。
ゲーム『ギレンの野望』では、キシリアを指導者とした「正統ジオン」をプレイ可能。ニュータイプに積極的に興味を示していた劇中の設定が反映され、ニュータイプのパイロットたちを最初から使用できる。
24歳という設定だが、彫りの深い外見からガンダム関連のギャグ漫画（『機動戦士ガンダムさん』など）ではしばしば年増呼ばわりされるネタとなっている。
なお、アニメ最終話でシャアのバズーカによって射殺されるシーンは、原画を担当した板野一郎によって、現実性を重視するあまり首がちぎれ飛ぶだけでなく内臓や腕も飛び散る様子が描かれているが、これを見て「やりすぎだ!」と激怒した富野は効果をかぶせることで、あまり見えないように修正している。
漫画『MSV-R 虹霓のシン・マツナガ』では、9月のミネバの生誕祭のためにデギンのグレート・デギンに同乗しソロモンに入港するが、その際に「物騒な場所にドズルの物好きで父を連れて来なければならず、気苦労が増える」とする旨の不満を漏らしている。
『愛と戦いのロボット 完全保存版』で発表されたアンケート「みんなで選ぶロボットアニメーションベスト100」では、「一番極悪な悪役・敵役は？」で第53位にランクインした。

#### キシリアの搭乗機
機動戦士ガンダム
- MAX-03 アッザム（マ・クベ同乗）
- グワジン級戦艦
- ザンジバル級重巡

トミノメモ
- 宇宙用アッザム（シャア・アズナブル同乗）

THE ORIGIN
- チベ級戦艦 パープル・ウィドウ

GQuuuuuuX
- 強襲揚陸艦 ソドン
- チベ級重巡洋艦 パープル・ウィドウ

### サスロ・ザビ
Sasro Zabi
声：藤真秀（THE ORIGIN）
デギンの次男。年齢などの詳細は不明（宇宙世紀0068年没説あり）。アニメの準備稿に設定として存在し、世間一般には小説版で初めて名前が登場した。一年戦争時にはすでに死亡しているため、アニメ『機動戦士ガンダム』作中には登場せず、小説版でも文官としての資質が高かった旨が語られるのみである。また、小説版ではギレンがダイクン派との抗争で暗殺されたサスロの死を惜しむ場面があることから、兄弟の中で唯一ギレンが評価していた人物と言える。
『THE ORIGIN』の「シャア・セイラ編」で、ザビ家の次男として初めて本格的に描かれた。その作中での容姿は、デギン譲りの顔立ち（特に鼻）にギレンの目つきの悪さ、ドズルの屈強な体格を併せ持っていた。激情家で気性は荒く、感情を率直に表現する表裏のない性格。ジオン・ズム・ダイクンの非合法活動期には、兄ギレンやランバ・ラルとともに地下活動家としてダイクンに従い暗躍している。勃興期のジオンではムンゾ国民運動部長としてマスコミを牛耳り、ザビ家の支配拡大のための世論操作などを行っており、その仕事ぶりの良さは兄弟も評価するところであった。その一方で、ダイクンの遺児たちを軽視して野放しに取り逃がした妹キシリアを容赦なく咎めて平手打ちにし、弟ドズルにはやりすぎではとたしなめられる一幕もある。しかしサスロとしてはキシリアの慢心を諌めるための行動との意識をもち、逆にドズルへお人好しすぎると叱責するなど、不器用ながらに家族を気遣っている。
ジオン・ズム・ダイクンの葬儀の帰路、車に仕掛けられた爆弾により暗殺される。この一件はマスコミ操作により世間ではザビ家と対立するジンバ・ラルの謀略と流布される。ジンバ・ラルはむしろギレンの陰謀ではないかと疑うが、ランバ・ラルはギレンがサスロの才能をむしろ買っていた事から否定している。前述の平手打ちの一件から、彼に怨恨を抱いたキシリアが首謀者と思わせる描写があるが、真相は定かではない。アニメ版の『THE ORIGIN』においては、爆破直後にキシリアを描くシーンが複数あり、爆破の首謀者であるかのような演出がされている。
その死についてギレンは、後に冷淡であったキシリアに対し、「サスロの冥福でも祈ってやれ」と発言している。作者の安彦良和はサスロはザビ家の中では平均的な人物で、安定感のある人間がいなくなったことによりザビ家の不和が際立っていったと語っている。妻子については不明だが、妻の有無はともかく、ドズルの子ミネバが戦後のザビ家唯一の血筋とされていることから、子供はいなかったと見られる。
漫画『ギレン暗殺計画』ではジオン建国に多大な貢献をしたホト・フィーゼラーの口から、サスロは政才に富み、民衆の中に自ら入り意見を汲み上げていたゆえ、まったく逆に単独で熟考を重ねるギレンとは国民からの支持を二分する恐れがあり、国の分断を避けるためザビ家の指示によって暗殺されたと語られ、『THE ORIGIN』とは異なる描写となっている。外見はホト・フィーゼラーの回想の中で、デギンやドズルに似た輪郭のシルエットとして描かれている。

### ドズル・ザビ
Dozle Zabi
声：長堀芳夫（郷里大輔 / テレビ版、劇場版I）/ 玄田哲章（劇場版III、特別版）/ 辻親八（SSゲーム版） / 三宅健太（THE ORIGIN）
ジオン公国軍宇宙攻撃軍司令で階級は中将。年齢28歳（『THE ORIGIN』では39歳）、身長210cmの巨漢。加えて、顔には名誉の負傷による縫合跡や傷痕がいくつも残る強面（『THE ORIGIN』では、これらの傷はサスロ暗殺の際に車に同乗していたことで負ったもので、完治させずにあえて残したとされる）。
デギンの三男。なお、小説版とアニメ版では年齢は明かされていないが、キシリアが姉でドズルが弟である。TV版では33話でナレーターの「ドズル中将は姉のキシリアがシャアを使っていることに反感を持っていた」、35話でドズルに「姉上のグラナダ」という台詞がある。
少年時代には不良仲間の頭目として治安部隊に鉄拳を見舞う姿も見られるが、その行動は弱者の味方としての彼なりの正義感によるものであった。『THE ORIGIN』での性格は父デギンに最も近く描かれており、戦争に大きな犠牲を払うことに悔恨し、無用な殺生を好まない。身内に寄せる愛情は深く、ひとたび事が起こると短気を発する激情家といった側面が極めて相似している。
初期設定での名前は「ドルス・ザビ」で、「女性に弱い」との記述も見られるが、「ガンボーイ・アプローチ」と題されたさらに古い企画メモでは「ドズル・ザビ」であった。軍服の肩のトゲは威嚇用であるとも、従来のロボットアニメの“典型的な力押しタイプの悪役デザイン”の名残であるとも言われ、初期のラフ・デザインの段階から施されている。
アニメ版では、彼の戦死を聞いたデギンは「ドズルにしてもっともな事であるよ」と述べるにとどまっているが、『THE ORIGIN』では、ガルマが士官学校の生徒達と蜂起した「暁の蜂起事件」の際、ジオン士官学校校長だったドズルは後に妻となるゼナ・ミア候補生に足止めされて身動きが取れずに終わり、事件後デギンから「役立たず」と罵られ、ガルマ達の責任を全て負う形で辞任させられている。しかし彼の戦死後、デギンはわずかに残っていた戦意を削がれ落涙、ただちに連邦との停戦を決意する（上記の通り、アニメ版とは描写が逆）。
座乗艦はグワジン級戦艦グワラン（小説版ではガンドワ）。ルウム戦役時にはムサイ級軽巡洋艦ファルメルに座乗したとも言われる（『THE ORIGIN』ではムサイ改型艦隊指揮艦ワルキューレに座乗）。ただし劇中でグワランはソロモン攻防戦で出撃するものの、ドズルは座乗していない。またテレビ版第11話および劇場版Iで、ガルマの葬儀に出席するためにズム・シティに帰還する際は通常型のムサイに座乗している。
ルウム戦役後は、サイド1の空域に建設された宇宙要塞ソロモンに駐留する。ザビ家には父のデギンを始め、ギレンやキシリアといった政治力に長けた人物が多いが、ドズルは政治に関与せず、純粋な武人として振舞う。指揮官としての統率力・指揮能力も十分にあり、部下の信望も篤い。また愛妻家としても知られており、妻のゼナとの間に娘ミネバをもうけ、ザビ家の直系として一年戦争後も彼の血脈だけは続いている。
当初はモビルスーツを軽視していたものの、一週間戦争の戦果によりそれを認めるようになる（『THE ORIGIN』ではこの通説と異なり、開戦前からモビルスーツの開発を主導している）。以後は司令官としてだけに留まらず、モビルスーツを操り前線に出向くこともあった。これはポーズに過ぎないが、前線兵士の士気高揚に大きな効果を上げたという。小説版では、ルウム戦役で戦場視察を名目に実戦に飛び出したことが記されている。この時には幕僚が慌てて三戦隊を差し向けたというが、戦果は記録されていない。なおメカニックデザイン企画『モビルスーツバリエーション（MSV）』では専用のザクが、続編の『MSV-R』ではリック・ドムが設定された。
母ナルスの面影を強く残す弟ガルマを溺愛しており、彼の能力を高く評価し、ドズル自身をも使いこなすような将軍になれと言う程、その成長を楽しみにしていた。そのため、ガルマの戦死後には彼を守りきれなかったとしてシャアを左遷した。なお彼自身はシャアの処刑を主張していたが、デギンの裁定で左遷となった経緯がある。
宇宙世紀0079年12月24日、ティアンム提督指揮下の連邦軍によるソロモン攻略戦が開始。新兵器ソーラ・システムにより甚大な被害を受け、劣勢に追い込まれる。もはやソロモンを支えきれないと判断したドズルは、妻子を脱出させた後にソロモンの放棄を命令し、自らは試作モビルアーマー「ビグ・ザム」に搭乗して出撃。残存兵力が撤退する時間を稼ぐため、連邦艦隊の中心部へ特攻をかけた。この時、ドズルは一般兵用のノーマルスーツで出撃しているが、テレビ版制作時に安彦良和はドズル用ノーマルスーツの案を持っていたものの、過労で入院していたため実現しなかった。『THE ORIGIN』（漫画）では、軍服と同様に肩にスパイクのついた専用ノーマルスーツを着用している。
ビグ・ザムはティアンムの乗る旗艦マゼラン級タイタンを含む連邦軍の艦船やモビルスーツを多数撃破するが、スレッガー・ロウの操縦するGファイター（劇場版ではコア・ブースター）とアムロ・レイの操縦するガンダムの連携により接近戦に持ち込まれる。この捨て身の攻撃でスレッガーは戦死するが、ビグ・ザムはガンダムのビームサーベルで撃破され、ドズルは戦死する。その直前、ドズルは動作しなくなったビグ・ザムの機外に出て仁王立ちになり、「たかがモビルスーツ一機にこの大戦の趨勢を決められてたまるか、やらせはせん」と叫びながら単身ノーマルスーツ姿で無反動ライフルをガンダムに向けて連射しているが、アムロはドズルの背後に立ち昇る悪鬼のような人間の情念を目の当たりにして戦慄している（劇場版ではもっと抽象的な黒い霧のような存在に描き直されている）。
小説版でもテレビ版と同様にビグ・ザムで出撃し、ガンダムとの戦闘後に戦死しているが、いくつかテレビ版と大きな相違がある。まず戦場がソロモンではなくコレヒドール宙域（ソロモンとア・バオア・クーの中間点）であること、次いでスレッガーは戦死せず一年戦争を生き延びていること、死に際に彼の脳裏に浮かんだ妻の名がゼナではなく「ナルス」となっていることなどである。ペガサス隊の猛攻によってドズル艦隊は壊滅し、ドズル自身もビグ・ザムで発進したがアムロ隊のGM一機をガンドワとの波状攻撃でかろうじて撃破したのみで、直後にアムロのG-3ガンダムに撃墜される。
ドズルは策略家であるギレンやキシリアとは異なり、ザビ家の中ではもっぱら現場第一主義である。戦略的視野に欠けた司令官として批判されることもあるが、基本的に有能な指揮官であり、前線の兵士のこともきちんと考えており、部下にも敬愛されている。また、連邦軍の戦力や兵器を過小評価したこともない。「戦いは数だよ」という発言や、『THE ORIGIN』における士官学校校長としての訓示などにその一端がうかがえる。機を見るに敏なところもあり、陥落を予見し妻子を逃がすのみならず、早々に放棄を決定し多くの将兵を逃がしている。『THE ORIGIN』では、ザビ家の政敵ラル家の惣領ランバ・ラルの手腕を高く評価し、黒い三連星と共に抜擢。モビルワーカー（後のMS）開発に従事させる経緯が詳細に描かれている。ラルと非人道的なブリティッシュ作戦遂行を巡って対立するものの、ガルマ戦死に際して仇討ち部隊指揮官に再抜擢しており、ラルからは男にして貰った恩義があるとされ、ザビ家では例外的な武人として評価されている。更に連邦側の反攻作戦である「V作戦」の危険性にいち早く気づき、地球降下作戦従事のため、マ・クベに引き抜かれるところだったシャアに独立部隊を与えて調査に当たらせるなど先見の明に長ける。
だが、終生一軍人に徹したがゆえにそれぞれの派閥を作る親兄妹から孤立してしまい、ソロモンの危機に際しても、援軍を出したのはギレン一人で、それもビグ・ザム1機のみだった。通信での会議の席で1機で2～3個師団にも相当するはずと豪語するギレンに対し、ドズルは思わず「戦いは数だよ」と不満をぶつけている。キシリアの援軍は到着せず、デギンもソーラ・レイの開発を政治家として嫌がり（「父上はソロモンに落ちろと言うのか」と言っている）、結果としてドズルは孤立無援のままソロモン戦を迎えている（『THE ORIGIN』（漫画）では兵の決死の労を称えつつ、これに「ギレン、キシリアが政治の対立で数万の将兵を見殺しにした」と激怒し、「彼らの内紛がジオンを滅ぼす禍根になる」と自身の死後を予言した言葉を残している）。しかし、そのドズル自身も、弟の仇討ちを理由にキシリアの勢力圏にろくな調整もなくランバ・ラルを送り込みマ・クベとの対立を招く（ラルからも「ザビ家の個人的感情から出た作戦」と断言されている）、キシリアとシャアへの当てつけを目的にコンスコン隊に艦4隻にドム18機（劇場版では艦3隻とドム12機）を与えて送る、盗聴の危険性が大きい直接通信でギレンに怒鳴り込む、「物笑いの種になる」との理由でキシリアへの援軍要請を拒む、キシリア配下のマ・クベによって提案された統合整備計画を開戦まで黙殺するなど、私情を優先した行動が多く見られる。また小説版ではソロモンではなくグラナダが連邦軍に狙われるのだが、ドズルはキシリアに援軍を出さず見殺しにし、その後連邦軍に「無視」されたのに怒って追撃するという戦略性・協調性のなさも見せる。逆に戦略家である兄ギレンに対し自らの頭脳が劣るとの思い込みから、開戦時には兄の仕組んだブリティッシュ作戦を無批判に実行したこともあり、ラルの離反や自らの行為への悔恨を招く結果にも繋がった。
『THE ORIGIN』ではより人間味のある部分が強調されており、ルウム戦役で殿を務めた僚艦の撃沈に涙し、同戦役の終結時には全軍に「すべての戦死者への敬礼」を命じる描写がある。ブリティッシュ作戦の実行後、我が子の寝顔を見て「何億人ものミネバを殺した」と号泣し、家族皆揃って過ごした昔を懐かしむなど、ザビ家では最も家族想いである。また、ゲーム『ギレンの野望』では、ルウム戦役で捕虜になった敵将レビルに敬礼するシーンもあり、武人としての礼節を重んじる一面もある。

#### ドズルの搭乗機
機動戦士ガンダム
- MA-08 ビグ・ザム

MSV・MSV-R
- MS-06F ザクII F型 (ドズル専用ザクII)
- MS-09R リック・ドム(ドズル専用リック・ドム)

F.M.S
- MS-06R-2S ドズル専用ザク後期型

ギレンの野望
- MA-08S ビグ・ザム（ザビ家仕様）

SDガンダム GGENERATION  ADVANCE
- MAN-05 グロムリン

### ガルマ・ザビ
Garma Zabi
声：森功至（テレビ版、劇場版、特別版） / 柿原徹也（THE ORIGIN） / 興津和幸（ガンダムさん）
ジオン公国軍地球方面軍司令。階級は大佐（『THE ORIGIN』でも同様）。デギンの四男。年齢は20歳（『THE ORIGIN』では23歳）。
ジオン公国の士官学校を首席で卒業。ジオン公国の御曹司にして美男子ということでジオン国民の人気も兄弟の中で高く、父デギンや兄ドズルからもその将来を嘱望されている。基本的に優しくナイーブな性格で、育ちが良いせいか疑うことを知らず他人を信用し過ぎるところがある。ガルマを溺愛していた父デギンは彼が軍人の道を選んだ事をかなり心配しており、『THE ORIGIN』では気性が優しいガルマに対して「学者にでもすれば良かった」と心配するシーンもある。シャアの最も親しい友人で、士官学校以来の付き合いである。シャアはザビ家への復讐のためにガルマに近づくが、「お坊ちゃん」「坊や」と精神的な甘さを指摘する一方、「いい友人」とも発言している。右手で前髪をいじる癖があるが、富野によれば「神経質だから」とのこと。
一年戦争ではジオン公国軍の地球方面軍司令官（『THE ORIGIN』では、北米方面軍司令官。地球方面軍司令官はマ・クベ中将）として北米に拠る。北米は豊富な工業力と食料地帯を有する上に南米の連邦軍本部ジャブローを牽制する要地でもある。しかし、実質的に地球方面軍は姉キシリア率いる突撃機動軍の麾下であり、彼はあくまで名目上の司令官でしかない。またその権限も実質的にジオン地上軍第2軍（北米軍）司令官程度の物に限定されている。これは年齢が兄弟の中で一番若いガルマを無闇に前線に出したくなかった父デギンの配慮のためである。占領軍の司令官としては有能であり、軍規の維持に成功するのみならず、現地の住民とも友好的な関係を築く。また、占領地として赴いたニューヤーク（『THE ORIGIN』（漫画）ではロサンゼルス）の前市長エッシェンバッハの娘、イセリナとは結婚を誓い合う仲となる。しかし彼女の父は最後まで二人の仲を認めなかった。
司令官でありながら、ブラウンに塗装された専用の戦闘機ドップに搭乗し、前線に出撃することも多い。ガルマがモビルスーツ操縦技能を持っていたかは劇中で語られていないが、シャアは「モビルスーツに乗って出撃したか?」と兵に訊いている（第6話）。また『MSV』で専用のザクII（FS型）が設定された。
シャアに「ジオン十字勲章」ものの獲物だとそそのかされ、幾度となくホワイトベースへ攻撃を仕掛けるものの、ガンダムに搭乗するアムロの奮闘と艦長代理のブライト・ノアの奇策によって連敗する。ホワイトベースが北米大陸を抜け、太平洋に出ようとする第10話でシャアの口車に乗り、囮となってあらぬ方向へ逃走するガンダムをガウで追跡するよう誘導され、待ち伏せしていたホワイトベースおよびガンキャノン、ガンタンクに背後から総攻撃を受ける。その際、シャアから裏切りを告げられ、愕然としながら初めて「親友」の正体と本性に気づく。シャアの嘲笑のなか、ガウ攻撃空母の舵を自ら取り180度回頭させてホワイトベースを道連れにすべく体当たり攻撃をかけるも間一髪でかわされ、爆発四散するガウと運命を共にする。「ジオン公国に栄光あれ」との絶叫を遺し、イセリナの面影を思い浮かべながらの最期であった。
ガルマの葬儀は国威発揚・戦意高揚のための国葬として、ギレンによって大々的に利用される。また、テレビ版第11話ではイセリナが、ガルマの部下であったダロタらと共に敵討ちに向かう。その後、仇討ち部隊としてドズル麾下のランバ・ラル隊が地球に降下し、ホワイトベース追撃の任務に当たることになる。
ジオン国民からの人気が高かった事もあり、戦死後、『機動戦士ガンダム オレら連邦愚連隊』では「ガルマ・ザビ事件」と呼ばれるジオン軍による陽動作戦が実行され、『機動戦士クロスボーン・ガンダム DUST』においても戦死後90年近くが経過した宇宙世紀0169年に、ガルマ・ザビ三世を名乗る独裁者が登場する等、その影響力は残されている。
放送当時、その容姿から女性ファンにはシャアと並ぶ人気があり、死亡した第10話の放送後、剃刀入りの手紙がサンライズに送られたり、葬式がファン一同で教会で営まれたという逸話がある。永井一郎は富野由悠季との対談で「ガルマ・ザビはシャアの人気を上回るほどではないか」と述べている。士官学校でシャアとルームメイトであったという設定は、『機動戦士ガンダム THE ORIGIN』に先駆けてファンジンの後付設定として一人歩きしていたことが、当時のアニメ誌などで窺い知れる。『愛と戦いのロボット 完全保存版』で発表されたアンケート「みんなで選ぶロボットアニメーションベスト100」では、「一番美しい悪役・敵役は？」で第21位にランクインした。
小説版ではあくまでも純粋にホワイトベースとの戦いの中で戦死する。その際のシャアの独白から、シャアに謀殺の意図はなかったことがうかがえる。セイラもアムロとの会話の中で（結果としてザビ家の人間を一人殺せたとは思ったかもしれないが）意図的に親友のガルマを殺そうとするはずがないと述べている（セイラはシャアから手紙でガルマとの深い友情を知っていた）。
『THE ORIGIN』では、士官学校時代にシャアに強烈なライバル心を抱き、事あるごとに張り合うが、やがてライバルから友人として信頼していく。その心理を利用したシャアの扇動によるものの「暁の蜂起」の主導者となり、ジオン国民からの人気を一層高める。総じて指揮能力・政才にも恵まれてはいるが、シャアという圧倒的な才能の前にはかすみがちである。ルウム戦役後は彼に負けたくない一心で前線に出ることを切望し、第101空挺師団付少佐として配属される。ルウムでの残敵掃討作戦の軍功をもって大佐に昇進、北アメリカ方面軍西部地区軍の司令官に着任する。ただし地球侵攻軍総司令はマ・クベ中将であり、ガルマはその配下とされる。この人事は、デギン公王が溺愛するガルマを、本国が地球侵攻軍を見捨てないためのマ・クベへの人質とするという、キシリアの政治的配慮が含まれている。
バンダイのゲーム『ギレンの野望 ジオンの系譜』では、ifシナリオの一つとして彼が戦死せず兄のドズルやランバ・ラルらを部下に従えイセリナに見守られながら「新生ジオン」の総司令官として立つ「ガルマの栄光～新生ジオン編～」が登場する。ここでの彼はジオン公国の罪を自覚し、その贖罪のために軍を率いるという設定で髪を束ねている。また、ゲーム『ギレンの野望 特別編 蒼き星の覇者』では主人公の一人として選択でき、一年戦争でのジオン軍勝利の後に、姉キシリアとマ・クベが率いる「正統ジオン」と地球圏の掌握を巡って敵対するif展開が用意されているほか、ホワイトベース隊との戦闘で原作通りガルマが死亡した場合は、イセリナが仇討ちに出撃するイベントも用意されている。

#### ガルマの搭乗機
機動戦士ガンダム
- ガウ攻撃空母
- ドップ（専用機）

MSV
- MS-06FS ザクII FS型（専用機）

ギレンの野望
- MS-14S ゲルググ（専用機）
- MA-08 ビグ・ザム
- MA-08S ビグ・ザム（ザビ家仕様）

### ミネバ・ラオ・ザビ
Mineva Lao Zabi
声：伊藤美紀（テレビ版『Ζ』、『ΖΖ』） / 平本亜夢（劇場版『Ζ』） / 藤村歩（『UC』、『NT』） / 宮下早紀（『U.C. ENGAGE』）
宇宙世紀0079年9月2日、父ドズルと母ゼナとの間に、一人娘として誕生。一年戦争以後、ザビ家の血統で唯一生き残った人物。宇宙世紀を舞台に映像化されたガンダムシリーズの5作品に登場する。容姿は中性的かつ端整（小説版『Ζガンダム』ではカミーユがミネバの美しさに驚く描写がある）。『機動戦士ガンダムUC』ではヒロインを務める。
初出作品である『機動戦士ガンダム』では乳児として登場。ソロモン陥落時に父の計らいで母と共に脱出に成功し、バロムによって月のグラナダへ送り届けられる。
『機動戦士Ζガンダム』では7歳となり、幼くしてザビ家の正統後継者に祭り上げられ、アクシズの傀儡的君主となっている。当初、皇室警護官としてミネバの養育にあたっていたシャア・アズナブルは、彼女が普通の子供としてのびのび育つことを望んでいたが、摂政となったハマーン・カーンにより歪んだ帝王学教育を施され、ザビ家による支配こそがスペースノイドの真の繁栄につながるという思想を宿して育つ。ミネバはハマーンに対して「良く尽くしてくれる」と感謝はしていた。またロザミアがハマーンに対し「あんたのところには帰りたくないみたい」と言ったときは「それは違う」と言っている。親愛はあまりなかった様子で、ハマーンの前では笑顔を見せたことがなかった。その一方で、観光コロニー「モルガルテン」で知り合ったシンタとクム、ロザミア・バダムとは、同コロニー内にある湖でのボート遊びに興じたり、エゥーゴの指導者となっていたクワトロ・バジーナことシャアには生前の両親の思い出話を聞きたがったりするなど、ハマーンの息のかかっていない人間に対しては素直に喜怒哀楽を表している。宇宙世紀0087年、アクシズの拠点である小惑星アクシズ自体を移動させて地球圏へ帰還し、グリプス戦役に第三勢力として介入するが、実質的指導者はハマーンであった。小説版では自身が艦隊旗艦に座乗することで兵の士気が高まることを指摘するなど、幼いながらに父ドズルの血筋を覗かせるその将器にハマーンが畏怖を覚える描写もあった。
『機動戦士ガンダムΖΖ』では9歳の姿で登場し、グリプス戦役による混乱に乗じ勢力を拡大してネオ・ジオンを僭称するようになったアクシズの傀儡的君主となっている。ネオ・ジオンが地球連邦の首都ダカールを制圧した際にはハマーンと共に地球へ降下し、地球連邦要人とのパレードやパーティに出席している。最終回、ネオ・ジオンとエゥーゴとの第一次ネオ・ジオン抗争（ハマーン戦争）がネオ・ジオンの実質的指導者ハマーン・カーンの戦死により終結した際に、影武者であり本人はグリプス戦役以来行方不明であったことが判明する。なお、『ΖΖ』の後日談にあたる『GUNDAM EVOLVE../10』では、木星に向かうジュピトリスIIが、追われている「M」という要人を保護するエピソードがあるが、この人物がミネバであるかどうかは明確にはされていない。また、劇場版『機動戦士ΖガンダムIII A New Translation -星の鼓動は愛-』では、シャアによって連れ出されておらず、グリプス戦役終結直後に勉学のためサイド3経由で地球に降下する旨をハマーンが宣言している。
『UC』では、第二次ネオ・ジオン抗争（シャアの反乱）後、ネオ・ジオンの航宙貨物船ガランシェールにて逃亡生活を送っていたとされる。宇宙世紀0096年、16歳になったミネバは、ビスト財団とネオ・ジオン残党軍「袖付き」との間で行われる「ラプラスの箱」の取引を阻止すべく、単身、工業コロニーインダストリアル7に潜入し、そこでバナージ・リンクスと運命的な出会いを果たす。取引を阻止しようとする連邦軍と「袖付き」の武力衝突に巻き込まれ、避難民としてネェル・アーガマに収容される中、オードリー・バーンという偽名を名乗って脱出の機会を窺っていたものの、ほどなくして正体が露見。人質として連邦軍に拘束されてしまう。しかし移送される前に、連邦軍ロンド・ベル隊に所属するリディ・マーセナスの手引きで艦を脱走、リディの父親で連邦政府中央議会の上院議員ローナン・マーセナスに助力を請うべく、地球へと降りる。だが、ローナンからは期待していた助力を得られず、最終的にはビスト財団に引き渡される。そして財団当主代行マーサ・ビスト・カーバインから財団との結託を要求されるも、ミネバはこれを拒否。結果、人質としてガルダで移送されることとなるが、その途上においてバナージとスベロア・ジンネマンらガランシェール隊により保護される。大気圏を離脱したガランシェールで再び宇宙へと上がりネェル・アーガマと合流、さらに応援に駆け付けた「袖付き」とも一時的に行動を共にする。ネェル・アーガマにおいて「袖付き」首魁フル・フロンタルが「箱」奪取のための共闘を提示するが、ミネバは目指すべき理想の違いからこれを拒絶し、単艦で「箱」の保管場所でもあったインダストリアル7、その建造施設であるメガラニカへと再び向かう。ネェル・アーガマ、「袖付き」、そして連邦軍から追撃として派遣されたリディのユニコーンガンダム2号機 バンシィ・ノルンによる三つ巴の戦いの中で、マリーダ・クルスを喪いながらも「袖付き」部隊を撃滅し、リディとも和解を果たす。バナージとともに「箱」……宇宙世紀憲章のオリジナル石碑へと辿り着き、ビスト財団宗主サイアム・ビストからそれを託される。しかしなおも「箱」を求めるフロンタルは、ネオ・ジオングを駆って最後の戦いを挑んでくる。バナージとリディがフロンタルを退けるが、更にマーサと地球連邦政府がコロニーレーザーによって全てを焼き払い、隠蔽しようと画策する。二機のユニコーンガンダムがサイコ・フィールドによってレーザーを無効化する中、ミネバはメガラニカに用意されていた設備を用いて地球圏の放送をジャック、「箱」の真実を公開する。後にこの一連の戦いは「ラプラス事変」、そしてミネバによる放送は「ラプラス宣言」と呼ばれるようになる。
なお『UC』において、彼女が使った「オードリー・バーン」の偽名は自らをお忍びの王女になぞらえたもので、映画『ローマの休日』でアン王女役を演じたオードリー・ヘプバーンに由来する。正体発覚後に、他の登場人物からの呼称が「ミネバ」になってからも、主人公のバナージだけは最後まで「オードリー」の名で彼女を呼び続けている。
『NT』ではミネバは公には姿を隠しており、バナージ、ガランシェールクルーと共にジオン共和国へとその身を寄せている。この頃、ミネバはユニコーンガンダムとバンシィの人智を超えた能力を危険視して、地球連邦軍と共同で封印・解体することを決断。機体そのものだけでなくサイコフレーム研究も含めて封印する協定を結ぶ。
上記の各作品中、ニュータイプとしての素質があることを窺わせる描写があるが、MSパイロットになることはなかった。
その他の作品
プレイステーション用ゲーム『機動戦士Ζガンダム』のムービーでは、時期は不明であるがシャアやキグナン・ラムザ、侍女とともに白鳥が飛ぶ湖畔のコテージにいる様子が描かれている。
漫画『C.D.A. 若き彗星の肖像』では、ア・バオア・クーへ送り届けられたあと、一年戦争終結前後にマ・クベ及びシャア・アズナブルの手助けで同要塞を脱出、小惑星アクシズへと逃れる。
漫画・OVA『THE ORIGIN』では、ルウム戦役前にすでに誕生、漫画版のソロモン防衛戦前夜には1歳を迎えようとしており、ドズルらがズム・シティでの誕生会を計画している。
漫画『MSV-R 虹霓のシン・マツナガ』では、9月にソロモンで生誕祭がおこなわれ、デギンとキシリアも参加している。また、『C.D.A.』と異なり、一年戦争終結直前にデギンの密命により、シン・マツナガ大尉らの護衛でグラナダからアクシズへ向かう。
スマートフォンゲームアプリ『機動戦士ガンダム U.C. ENGAGE』のイベント「アムロシャアモード」では、グリプス戦役終結直後にアクシズに侵入したシャアらによってシャトルで連れ出される経緯が描かれている。
上記の『UC』、『NT』とは設定、及び時系列に不整合が生じるパラレルワールドの物語となるが、成長したミネバが登場する他の作品として、漫画『機動戦士VS伝説巨神 逆襲のギガンティス』や漫画『機動戦士ガンダム ムーンクライシス』がある。これらいずれの作品においても、容姿の美しさは母親似、気性の強さは父親似という点は共通している。

## その他の人物

### ナルス・ザビ
Naliss Zabi
デギンの妻でガルマの母。ガルマを産んだ際に死亡したため、『機動戦士ガンダム』には登場しない。小説版が原典であるが、『機動戦士ガンダム 公式百科事典 GUNDAM OFFICIALS』ではナリス・ザビとされる。ガルマだけでなく、サスロやドズルの母とする説もある。

### ゼナ・ザビ
Zenna Zabi
声：門谷美佐（テレビ版）/ 塚田恵美子（劇場版III）/ 金野恵子（特別版III） / 茅野愛衣（THE ORIGIN）
ドズルの妻でミネバの母。名はゼナ・ラオ・ザビとも。ドズルを深く愛しており、連邦軍による攻略戦が間近という極めて危険な時期に、本国サイド3ではなく、宇宙要塞ソロモン内で娘ミネバや侍女らと共に暮らしていた。しかし、連邦軍の侵攻に伴ってドズルに促され、ミネバを連れてソロモンを脱出する。救援に向かっていたグラナダのマ・クベ艦隊（アニメ版では「明らかに遅すぎる援軍」とナレーションが入っている）と出逢うも、冷酷なマ・クベに危うく脱出艇を見捨てられかける。同乗していたバロムの諫言もあって何とか救出されるものの、ソロモンの陥落やドズルの壮烈な最期を知り、涙に暮れる。その後、バロムによって無事にグラナダへと送り届けられる。一年戦争後はミネバを連れてアクシズに逃れるが、宇宙世紀0081年、心労により病死する。
『THE ORIGIN』では、ガルマやシャアの士官学校の同期生であるゼナ・ミアとして登場。サイド4出身。ガルマとシャアを首謀者とする士官学校生蜂起事件に際し、ドズルに銃を突きつけて軟禁するという重要な役割を担う。この事件の責任を問われ、士官学校校長を解任された傷心のドズルから、「ドズル・ザビの子を産んでくれまいか」とプロポーズされる。これを受け結婚、ザビ姓となる。漫画版ではマ・クベがオデッサで戦死するため、ゼナはソロモンからの脱出後、シャア率いる救援艦隊に救助される。
漫画『C.D.A. 若き彗星の肖像』では、ソロモン陥落後は親子でア・バオア・クーに滞在しており、その後シャアと共に脱出してアクシズへ向かうが、アクシズ到着直前に死没。当時14歳の少女だったハマーンはゼナに女性としての理想像を見いだしており、彼女の死に涙する姿が描かれている。

### フィーリウス・ストリームの姉
漫画『機動戦士ガンダム ギレン暗殺計画』・『機動戦士ガンダム MSV-R ジョニー・ライデンの帰還』に登場するフィーリウス・ストリームは、母方の血筋がザビ家に近い上に姉がザビ家に嫁いでおり、ジオン残党の旗頭に祭り上げられる可能性が指摘されている。なお彼女の夫が誰かは不明だが、フィーリウス自身は一年戦争時にはペズン計画に参加後、ギレン親衛隊に属した。

## 隠し子、あるいはクローン説がある人物
アニメ『機動戦士ガンダムΖΖ』による設定では、デギンないしはギレンの隠し子といわれる人物が存在する。またギレンは自身のクローニング実験を積極的に行っていたとする説があり、特に、自らの精子とニュータイプの女性の卵子との人工授精による試験管ベビーを作る実験を行ったとされる。
グレミー・トト
プルシリーズ